# Hajduska Marianna
Hajduska Marianna (Budapest, 1953. augusztus 22. – Budapest, 2013. január 22.) pszichiáter, pszichoterapeuta, szociológus. Pszichoterápiás magánrendelésen dolgozott, az ELTE megbízott előadója, különböző mentálhigiénés szervezetek tanácsadója volt.
Évekig az Országos Pszichiátriai és Neurológiai Intézetben dolgozott, majd az Erzsébet Kórház (ma Péterfy Kórház) Krízis ambulanciáját vezette, ahol öngyilkossági- és egyéb krízishelyzetekkel foglalkozott. A 90-es évek közepétől tanított az ELTE tanácsadó szakpszichológus képzésén, krízislélektant, mentálhigiénét, tanácsadást.  1998-tól 2007-ig a BME, Ergonómia és Pszichológia Tanszékén, majd 2007-től 2008-ig a Károli Gáspár Református Egyetemen tanított megbízott oktatóként. 2008-ban jelent meg Krízislélektan című tankönyve, amely a nagyközönségnek is szól, közérthető nyelven, sok esetbemutatással a mindennapi élet krízishelyzeteiről, az életszakaszokhoz fűződő tipikus konfliktusokról, ezek megoldási lehetőségeiről.

## Képzettsége

### Posztgraduális
- Pszichoterápia szakvizsga (1994)
- Hipnoterapeuta szakképzettség (1991)
- Pszichodráma képzés (1983–1985)
- Pszichiátria szakvizsga (1981)

### Egyetem
- ELTE, Bölcsészettudományi Kar, Szociológia szak, szociológus diploma (1979–1982)
- Semmelweis Orvostudományi Egyetem, ÁOK, általános orvosi diploma (1971-1977)

## Munkahelyei
- Contero Kommunikációs és Tanácsadó Kkt. ügyvezető, pszichoterapeuta, tanácsadó, oktató, magánrendelés vezetője (2007–2013)
- Károli Gáspár Református Egyetem, megbízott oktató, Krízeológia (2007–2008)
- BME, Ergonómia és Pszichológia Tanszék, megbízott oktató munka- és szervezet pszichológusok posztgraduális képzésének keretében, mentálhigiéné  oktatása (1998–2007)
- Magánorvos, pszichiátriai, pszichoterápiás szakrendelés, egyéni, pár- és családterápia, életvezetési nehézségek, identitás problémák, adaptációs zavarok, krízis helyzet, ideges panaszok, depresszív tünetek, pszichoszomatikus panaszok, stb. esetén. Pszichológiai tanácsadás, karrier - és kommunikációs tanácsadás (1998–2013)
- Ferencvárosi Nevelési Tanácsadó - pszichoterapeuta munkakör. Gyermek- és felnőtt egyéni pszichoterápia, családterápia, tréning csoportok, tanácsadás életvezetési problémákban, nevelési nehézségek, teljesítményproblémák esetén. Iskolai mentálhigiéné projektek kidolgozása, az iskolapszichológus munkacsoport szakmai vezetése (1997–2006)
- ELTE Pszichológiai Intézet, megbízott oktató tanácsadó pszichológusok posztgraduális képzése keretében krízislélektan, mentálhigiéné oktatása, tréningcsoport tartása (1993–2013)
- Erzsébet kórház, Krízis Ambulancia, főorvosi beosztás, krízis intervenció, szuicid prevenció, ehhez kapcsolódó egyéni, pár- és család pszichoterápiák (1992–1997)
- Országos Pszichiátriai – és Neurológiai Intézet, pszichiáter munkakör. Pszichotikusok kezelése, rehabilitációja, alkoholbetegek terápiája. Kilenc éven keresztül, adjunktusi beosztásban, pszichoterápiás osztályon depressziók, szorongásos zavarok, alkalmazkodási zavarok, pszichoszomatikus tünetek, krízis helyzetek kezelése. (1977–1992)

## Szakmai tapasztalatai
- Interaktív Bálint csoport vezetése védőnőknek, az eredményesebb kliens kapcsolat, preventív-, mentálhigiénés-, családgondozói munka érdekében (2003–2006)
- Bálint csoport vezetése háziorvosoknak, az orvos-beteg kapcsolat eredményességének fokozása, pszichoterápiás műveltség növelése céljából (2003–2005)
- Az Anyák Lapja című újság külső munkatársa, mentálhigiénés esszék rendszeres írása (2000–2005)
- Pedagógus továbbképzés keretében szociális hatékonyság, kommunikációs készséget, mentálhigiénés ismeretek növelő, kiégettséget megelőző tréning csoportok tartása (1997- 2012)
- Háziorvos képzés keretében, családpszichológiai és szociológiai ismeretek tanítása (1995–1998)
- 'Zuglói Családsegítő Szolgálatnál pedagógus továbbképző tréningek szervezése és vezetése, tanári hatékonyság fejlesztésére, kiégettség megelőzésére (1993–1996)
- ELTE, Szociálpolitikai Intézet, szociális munkás és szociálpolitikus képzés keretében mentálhigiénés ismereteket oktatása (1992–1995)
- Somnomed Alvásklinika keretein belül alvászavarok pszichoterápiája (1990–1992)
- Az ELTE  Pszichológiai Diáktanácsadójának szervezésében, elindításában közreműködés, pszichológiai tanácsadás, egyéni és csoportos pszichoterápiák végzése, pszichodráma- és tréning csoportok indítása, a kortárs tanácsadók elméleti és gyakorlati képzése (1985–2012)
- Rendszeres részvétel szakmai konferenciákon, előadások tartása, publikálás (1985–2012)

## Publikációinak jegyzéke
- Hajduska Marianna: Krízislélektan (bővített kiadás), ELTE Eötvös Kiadó, 2010.
- Hajduska Marianna: Krízisek a mindennapokban, In: Krízishelyzetben, Jaffa Kiadó, Mesterkurzus sorozat, 2009.
- Hajduska Marianna: Krízislélektan (egyetemi tankönyv és szakkönyv), ELTE Eötvös Kiadó, 2008.
- Hajduska Marianna: Társfüggőség vagy elköteleződési válság, In. Párkapcsolatok, Saxum Kiadó, 2008.
- Hajduska Marianna: Felsőoktatási krízisek, Alkalmazott pszichológia VIII. évf. 1. sz., 2006.
- Hajduska Marianna: Orvos-beteg kommunikáció – Bálint-csoportmódszer a háziorvosi gyakorlatban Háziorvos Továbbképző Szemle, X/7. 2005.
- Hajduska Marianna: A háziorvos pszichoterápiás lehetőségei, Háziorvos Továbbképző Szemle, 2003/3.
- Hajduska Marianna: Mentálhigiéné és munkahelyi stressz, Munka- és szervezetpszichológiai protokoll, Budapest, 2003.